# Hector: Badge of Carnage
Hector: Badge of Carnage est un jeu vidéo d'aventure en pointer-et-cliquer développé par Straandlooper et édité par Telltale Games, sur Windows, Mac et iOS.

## Accueil
- Adventure Gamers : 4/5 (ép. 1)[1] - 4/5 (ép. 2)[2] - 3,5/5 (ép. 3)[3]
- PC Gamer : 82 %[4]